# Светлое (Мирноградский городской совет)
Светлое (укр. Світле) — село на Украине, находится в Мирноградском городском совете Донецкой области.
Код КОАТУУ — 1411390001. Население по переписи 2001 года составляет 1025 человек. Почтовый индекс — . Телефонный код — 6239.

## Адрес местного совета
85322, Донецкая область, г. Мирноград, ул. Центральная, 9